# Melanoloma canopilosum
Melanoloma canopilosum är en tvåvingeart som beskrevs av Friedrich Georg Hendel 1933. Melanoloma canopilosum ingår i släktet Melanoloma och familjen Richardiidae.
Artens utbredningsområde är Paraguay. Inga underarter finns listade i Catalogue of Life.